# Third Division
La Third Division è stata per settantasette stagioni, dal 1920 al 2004, la terza serie calcistica inglese.
Il primo vincitore fu il Crystal Palace nel 1920-21, mentre il Plymouth Argyle, che con quattro successi è il club più titolato, si aggiudicò l'ultima edizione nel 2003-2004.

## Storia
Il campionato nacque nel 1920, nella seconda stagione sportiva del dopoguerra, raccogliendo le migliori 21 squadre provenienti dalla Southern League (ad eccezione del Cardiff City, eletto in Second Division), alle quali si aggiunse il Grimsby Town, ultimo classificato in Second Division 1919-1920. L'ingresso dei nuovi membri, permise alla Football League di espandersi in quelle zone, come Galles e sud dell'Inghilterra, dove fino a quel momento, non vi erano società affiliate. Questi i 22 club fondatori della competizione:
- Brentford
- Brighton & Hove Albion
- Bristol Rovers
- Crystal Palace
- Exeter City
- Gillingham
- Grimsby Town
- Luton Town
- Merthyr Town
- Millwall
- Newport County
- Northampton Town
- Norwich City
- Plymouth Argyle
- Portsmouth
- Queens Park Rangers
- Reading
- Southampton
- Southend United
- Swansea Town
- Swindon Town
- Watford

Dall'anno successivo entrarono a far parte della lega altri 20 club, questa volta provenienti dal nord del paese, il campionato fu così suddiviso in due gironi su base geografica (denominati perciò Third Division North e Third Division South). Le vincitrici venivano promosse in Second Division, mentre le ultime due classificate dovevavo sottoporsi, insieme alle squadre di altre leghe che ne facevano richiesta, ad un processo di elezione, che consisteva in una votazione di tutte le società aderenti alla Football League, attraverso il quale si autorizzava l'ammissione al campionato. Nel 1924, con l'allargamento a 22 partecipanti del raggruppamento settentrionale, il numero di compagini aderenti alla Third Division divenne di 44, per passare poi a 48 nella stagione 1950-51.
La suddivisione in due gruppi durò fino al 1957-58, quando vi fu l'unificazione del campionato: con le squadre classificate dal 2º all'11ºposto, che andarono a formare la nuova Third Division a girone unico e quelle piazzatesi dal 13° in giù, che diedero vita alla Fourth Division (quarto livello del calcio professionistico inglese).
Il nuovo format consentì anche alla 2ª classificata di essere promossa nella serie superiore, allo stesso tempo, le ultime quattro arrivate scendevano nella categoria inferiore. Nel 1973-74 la zona promozione fu estesa anche alla 3ª classificata, mentre dal 1986-87, l'ultimo posto utile per il passaggio in cadetteria venne assegnato con i play off.
Con la nascita della Premier League nel 1992, il campionato subì un declassamento, scendendo di un livello nella piramide calcistica inglese, al suo posto, come torneo di terza serie, subentrò la Second Division, che dodici anni dopo cambiò nome in League One.

## Albo d'oro
| Stagione | Vincitore                                                          |
| -------- | ------------------------------------------------------------------ |
| 1920-21  | Crystal Palace                                                     |
| 1921-22  | Stockport County (North) Southampton (South)                       |
| 1922–23  | Nelson FC (North) Bristol City (South)                             |
| 1923–24  | Wolverhampton Wanderers (North) Portsmouth (South)                 |
| 1924–25  | Darlington (North) Swansea Town (South)                            |
| 1925–26  | Grimsby Town (North) Reading (South)                               |
| 1926–27  | Stoke City (North) Bristol City (South)                            |
| 1927–28  | Bradford Park Avenue (North) Millwall (South)                      |
| 1928–29  | Bradford City (North) Charlton Athletic (South)                    |
| 1929–30  | Port Vale (North) Plymouth Argyle (South)                          |
| 1930–31  | Chesterfield (North) Notts County (South)                          |
| 1931–32  | Lincoln City (North) Fulham (South)                                |
| 1932–33  | Hull City (North) Brentford (South)                                |
| 1933–34  | Barnsley (North) Norwich City (South)                              |
| 1934–35  | Doncaster Rovers (North) Charlton Athletic (South)                 |
| 1935–36  | Chesterfield (North) Coventry City (South)                         |
| 1936–37  | Stockport County (North) Luton Town (South)                        |
| 1937–38  | Tranmere Rovers (North) Millwall (South)                           |
| 1938–39  | Barnsley (North) Newport County (South)                            |
| 1946–47  | Doncaster Rovers (North) Cardiff City (South)                      |
| 1947–48  | Lincoln City (North) Queens Park Rangers (South)                   |
| 1948–49  | Hull City (North) Swansea Town (South)                             |
| 1949–50  | Doncaster Rovers (North) Notts County (South)                      |
| 1950–51  | Rotherham United (North) Nottingham Forest (South)                 |
| 1951–52  | Lincoln City (North) Plymouth Argyle (South)                       |
| 1952–53  | Oldham Athletic (North) Bristol Rovers (South)                     |
| 1953–54  | Port Vale (North) Ipswich Town (South)                             |
| 1954–55  | Barnsley (North) Bristol City (South)                              |
| 1955–56  | Grimsby Town (North) Leyton Orient (South)                         |
| 1956–57  | Derby County (North) Ipswich Town (South)                          |
| 1957–58  | Scunthorpe & Lindsey United (North) Brighton & Hove Albion (South) |
| 1958–59  | Plymouth Argyle                                                    |
| 1959–60  | Southampton                                                        |
| 1960–61  | Bury                                                               |
| 1961–62  | Portsmouth                                                         |
| 1962–63  | Northampton Town                                                   |
| 1963–64  | Coventry City                                                      |
| 1964–65  | Carlisle United                                                    |
| 1965–66  | Hull City                                                          |
| 1966–67  | Queens Park Rangers                                                |
| 1967–68  | Oxford United                                                      |
| 1968–69  | Watford                                                            |
| 1969–70  | Leyton Orient                                                      |
| 1970–71  | Preston North End                                                  |
| 1971–72  | Aston Villa                                                        |
| 1972–73  | Bolton Wanderers                                                   |
| 1973–74  | Oldham Athletic                                                    |
| 1974–75  | Blackburn Rovers                                                   |
| 1975–76  | Hereford United                                                    |
| 1976–77  | Mansfield Town                                                     |
| 1977–78  | Wrexham                                                            |
| 1978–79  | Shrewsbury Town                                                    |
| 1979–80  | Grimsby Town                                                       |
| 1980–81  | Rotherham United                                                   |
| 1981–82  | Burnley                                                            |
| 1982–83  | Portsmouth                                                         |
| 1983–84  | Oxford United                                                      |
| 1984–85  | Bradford City                                                      |
| 1985–86  | Reading                                                            |
| 1986–87  | Bournemouth                                                        |
| 1987–88  | Sunderland                                                         |
| 1988–89  | Wolverhampton Wanderers                                            |
| 1989–90  | Bristol Rovers                                                     |
| 1990–91  | Cambridge United                                                   |
| 1991–92  | Brentford                                                          |
| 1992–93  | Stoke City                                                         |
| 1993–94  | Reading                                                            |
| 1994–95  | Birmingham City                                                    |
| 1995–96  | Swindon Town                                                       |
| 1996–97  | Bury                                                               |
| 1997–98  | Watford                                                            |
| 1998–99  | Fulham                                                             |
| 1999–00  | Preston North End                                                  |
| 2000–01  | Millwall                                                           |
| 2001–02  | Brighton & Hove Albion                                             |
| 2002–03  | Wigan Athletic                                                     |
| 2003–04  | Plymouth Argyle                                                    |

## Statistiche e record

### Vittorie per squadra
| Club                    | Vittorie | Stagioni                                           |
| ----------------------- | -------- | -------------------------------------------------- |
| Plymouth Argyle         | 4        | 1929-30 (South), 1951-52 (South), 1958–59, 2003–04 |
| Bristol City            | 3        | 1922-23 (South), 1926-27 (South), 1954-55 (South)  |
| Doncaster Rovers        | 3        | 1934-35 (North), 1946-47 (North), 1949-50 (North)  |
| Barnsley                | 3        | 1933-34 (North), 1938-39 (North), 1954-35 (North)  |
| Grimsby Town            | 3        | 1925-26 (North), 1955-56 (North), 1979–80          |
| Hull City               | 3        | 1932-33 (North), 1948-49 (North), 1965–66          |
| Lincoln City            | 3        | 1931-32 (North), 1947-48 (North), 1951-52 (North)  |
| Millwall                | 3        | 1927-28 (South), 1937-38 (South), 2000–01          |
| Portsmouth              | 3        | 1923-24 (South), 1961–62, 1982–83                  |
| Reading                 | 3        | 1925-26 (South), 1985–86, 1993–94                  |
| Bradford City           | 2        | 1928-29 (North), 1984–85                           |
| Brentford               | 2        | 1932-33 (South), 1991–92                           |
| Brighton & Hove Albion  | 2        | 1957-58 (South), 2001–02                           |
| Bristol Rovers          | 2        | 1952-53 (South), 1989–90                           |
| Bury                    | 2        | 1960–61, 1996–97                                   |
| Charlton Athletic       | 2        | 1928-29 (South), 1934-35 (South)                   |
| Chesterfield            | 2        | 1930-31 (North), 1935-36 (North)                   |
| Coventry City           | 2        | 1935-36 (South), 1963–64                           |
| Fulham                  | 2        | 1931-32 (South), 1998–99                           |
| Ipswich Town            | 2        | 1953-54 (South), 1956-57 (South)                   |
| Leyton Orient           | 2        | 1955-56 (South), 1969–70                           |
| Notts County            | 2        | 1930-31 (South), 1949-50 (South)                   |
| Oldham Athletic         | 2        | 1952-53 (North), 1973–74                           |
| Oxford United           | 2        | 1967–68, 1983–84                                   |
| Port Vale               | 2        | 1929-30 (North), 1953-54 (North)                   |
| Preston North End       | 2        | 1970–71, 1999–2000                                 |
| Queens Park Rangers     | 2        | 1947-48 (South), 1966–67                           |
| Rotherham United        | 2        | 1950-51 (North), 1980–81                           |
| Southampton             | 2        | 1921-22 (South), 1959–60                           |
| Stockport County        | 2        | 1921-22 (North), 1936-37 (North)                   |
| Stoke City              | 2        | 1926-27 (North), 1992–93                           |
| Swansea City            | 2        | 1924-25 (South), 1948-49 (South)                   |
| Watford                 | 2        | 1968–69, 1997–98                                   |
| Wolverhampton Wanderers | 2        | 1923-24 (North), 1988–89                           |
| Aston Villa             | 1        | 1971–72                                            |
| Birmingham City         | 1        | 1994–95                                            |
| Blackburn Rovers        | 1        | 1974–75                                            |
| Bolton Wanderers        | 1        | 1972–73                                            |
| Bournemouth             | 1        | 1986–87                                            |
| Bradford Park Avenue    | 1        | 1927-28 (North)                                    |
| Burnley                 | 1        | 1981–82                                            |
| Cambridge United        | 1        | 1990–91                                            |
| Cardiff City            | 1        | 1946-47 (South)                                    |
| Carlisle United         | 1        | 1964–65                                            |
| Crystal Palace          | 1        | 1920–21                                            |
| Darlington              | 1        | 1924-25 (North)                                    |
| Derby County            | 1        | 1956-57 (North)                                    |
| Hereford United         | 1        | 1975–76                                            |
| Luton Town              | 1        | 1936-37 (South)                                    |
| Mansfield Town          | 1        | 1976–77                                            |
| Nelson FC               | 1        | 1922-23 (North)                                    |
| Newport County          | 1        | 1938-39 (South)                                    |
| Northampton Town        | 1        | 1962–63                                            |
| Norwich City            | 1        | 1933-34 (South)                                    |
| Nottingham Forest       | 1        | 1950-51 (South)                                    |
| Scunthorpe United       | 1        | 1957-58 (North)                                    |
| Shrewsbury Town         | 1        | 1978–79                                            |
| Sunderland              | 1        | 1987–88                                            |
| Swindon Town            | 1        | 1995–96                                            |
| Tranmere Rovers         | 1        | 1937-38 (North)                                    |
| Wigan Athletic          | 1        | 2002–03                                            |
| Wrexham                 | 1        | 1977–78                                            |

### Primati
Squadre
- Campionati a 24 squadre:
  - Maggior numero di punti nei campionati con 3 punti a vittoria: Fulham (101 punti su 138 nel 1998-99)
  - Maggior numero di punti nei campionati con 2 punti a vittoria: Rotherham United (71 su 92 nel 1950-51)
  - Maggior numero di vittorie: Aston Villa (32 in 46 gare nel 1971-72)
  - Maggior numero di gol segnati: Lincoln City (121 in 46 gare nel 1951-52)
  - Minor numero di gol subiti: Port Vale (21 in 46 gare nel 1953-54)
  - Minor numero di sconfitte: Port Vale (3 in 46 nel 1953-54)
  - Minor numero di punti nei campionati con 3 punti a vittoria: Cambridge United (21 su 138 nel 1984-85)
  - Minor numero di punti nei campionati con 2 punti a vittoria: Crewe Alexandra (21 su 92 nel 1956-57) e Rochdale (21 su 92 nel 1973-74)
  - Minor numero di vittorie: Rochdale (2 in 46 gare nel 1973-74)
  - Maggior numero di sconfitte: Cambridge United (33 in 46 gare nel 1984-85), Chester City (33 in 46 gare nel 1992-93) e Oxford United (33 in 46 gare nel 2000-01)
  - Minor numero di gol segnati: Stockport County (27 in 46 gare nel 1969-70)
  - Maggior numero di gol subiti: Accrington Stanley (123 in 46 gare nel 1959-60)
- Campionati a 22 squadre:
  - Maggior numero di punti: Doncaster Rovers (72 su 84 nel 1946-47)
  - Maggior numero di vittorie: Doncaster Rovers (33 in 42 gare nel 1946-47)
  - Minor numero di sconfitte: Wolverhampton Wanderers (3 in 42 gare nel 1923-24) e Doncaster Rovers (3 in 42 gare nel 1946-47)
  - Maggior numero di gol segnati: Bradford City (128 in 42 gare nel 1928-29)
  - Minor numero di gol subiti: Southampton (21 in 42 gare nel 1921-22)
  - Minor numero di punti: Rochdale (11 su 80 nel 1931-32)[6]
  - Minor numero di vittorie: Rochdale (4 in 40 gare nel 1931-32)[6]
  - Maggior numero di sconfitte: Rochdale (33 in 40 gare nel 1931-32)[6]
  - Minor numero di gol segnati: Crewe Alexandra (32 in 42 gare nel 1923-24)
  - Maggior numero di gol subiti: Nelson FC (136 in 42 gare nel 1927-28)
- Campionati a 20 squadre:
  - Maggior numero di punti: Stockport County (56 su 76 nel 1921-22)
  - Maggior numero di vittorie: Stockport County (24 in 38 gare nel 1921-22) e Nelson FC (24 su 38 nel 1922-23)
  - Minor numero di sconfitte: Stockport County (6 in 38 gare nel 1921-22)
  - Maggior numero di gol segnati: Darlington (81 in 38 gare nel 1921-22)
  - Minor numero di gol subiti: Stockport County (21 in 38 gare nel 1921-22)
  - Minor numero di punti: Rochdale (26 su 76 nel 1921-22)
  - Minor numero di vittorie: Durham City (9 in 38 gare nel 1922-23) e Tranmere Rovers (9 in 38 gare nel 1921-22)
  - Maggior numero di sconfitte: Rochdale (23 in 38 gare nel 1921-22)
  - Minor numero di gol segnati: Southport (32 in 38 gare nel 1922-23)
  - Maggior numero di gol subiti: Ashington (77 in 38 gare nel 1922-23) e Rochdale (77 in gare nel 1921-22)

Partite
- Maggior numero di gol segnati in una partita (17): 
  - Tranmere Rovers-Oldham Athletic 13-4 (1935-36)
- Vittoria in casa con maggior scarto di gol (13):
  - Stockport County-Halifax Town 13-0 (1933-34)
- Vittoria in trasferta con maggior scarto di gol (9): 
  - Accrington Stanley-Barnsley 0-9 (1933-34)
- Maggior afflusso di pubblico in una partita: (49309 spettatori)
  - Sheffield Wednesday-Sheffield United 4-0 (Hillsborough Stadium, 26 dicembre 1979, stagione 1979-80)[7]

Individuali
- Miglior realizzatore in un campionato
  - Campionato a 20 squadre:  Jimmy Carmichael (Grimsby Town) con 37 gol nel 1921-22
  - Campionato a 22 squadre:  Ted Harston (Mansfield Town) con 55 gol nel 1936-37
  - Campionato a 24 squadre:  Ted Phillips (Ipswich Town) con 42 gol nel 1956-57